# Liste des monuments historiques de Pepingen
Cette page regroupe l'ensemble des monuments classés de la ville belge de Pepingen.
| Objet                                                          | Statut du classement? | Année de construction/architecte | Section communale | Adresse                  | Coordonnées                      | Numéro d'inventaire | Illustration                      |
| -------------------------------------------------------------- | --------------------- | -------------------------------- | ----------------- | ------------------------ | -------------------------------- | ------------------- | --------------------------------- |
| (nl) Hof Ten Roetaert (met bakstenen ommuring)                 | Oui                   |                                  | Heikruis          | Neerstraat 42            | 50° 44′ 05″ nord, 4° 06′ 23″ est | 200028              | Téléverser                        |
| (nl) Parochiekerk Sint-Martinus                                | Oui                   |                                  | Pepingen          | Ninoofsesteenweg         | 50° 45′ 33″ nord, 4° 09′ 35″ est | 40336               | (nl) Parochiekerk Sint-Martinus   |
| (nl) Kasteel ten Dael                                          |                       |                                  | Pepingen          | Hondzochtstraat 62       | 50° 43′ 42″ nord, 4° 09′ 02″ est | 40337               | Téléverser                        |
| (nl) Manebroekkasteel                                          |                       |                                  | Pepingen          | Manebroek 1              | 50° 45′ 24″ nord, 4° 11′ 39″ est | 40338               | Téléverser                        |
| (nl) Kasteel Puttenberg                                        |                       |                                  | Pepingen          | Puttenberg 1             | 50° 44′ 53″ nord, 4° 10′ 39″ est | 40339               | Téléverser                        |
| (nl) Semi-gesloten hoeve                                       |                       |                                  | Pepingen          | Beringen 1               | 50° 45′ 43″ nord, 4° 09′ 02″ est | 40340               | Téléverser                        |
| (nl) Gesloten hoeve                                            |                       |                                  | Pepingen          | Buvingen 2               | 50° 45′ 12″ nord, 4° 10′ 19″ est | 40342               | Téléverser                        |
| (nl) Gesloten hoeve                                            |                       |                                  | Pepingen          | Geynsberg 1              | 50° 46′ 06″ nord, 4° 10′ 14″ est | 40343               | Téléverser                        |
| (nl) Gesloten hoeve                                            |                       |                                  | Pepingen          | Hondzochtstraat 64       | 50° 43′ 42″ nord, 4° 09′ 01″ est | 40344               | Téléverser                        |
| (nl) Gesloten hoeve                                            |                       |                                  | Pepingen          | Hondzochtstraat 66       | 50° 43′ 42″ nord, 4° 09′ 01″ est | 40344               | Téléverser                        |
| (nl) Hogeschuurhoeve, semi-gesloten hoeve                      |                       |                                  | Pepingen          | Molenstraat 37           | 50° 43′ 49″ nord, 4° 08′ 06″ est | 40345               | Téléverser                        |
| (nl) Godsgasthuis Van der Stokken, gesloten hoeve              | Oui                   |                                  | Pepingen          | Ninoofsesteenweg 145     | 50° 45′ 32″ nord, 4° 09′ 38″ est | 40348               | Téléverser                        |
| (nl) Gesloten hoeve, heden houtzagerij                         | Oui                   |                                  | Pepingen          | Ninoofsesteenweg 108     | 50° 45′ 35″ nord, 4° 09′ 35″ est | 40349               | Téléverser                        |
| (nl) Gesloten hoeve, heden houtzagerij                         | Oui                   |                                  | Pepingen          | Ninoofsesteenweg 110     | 50° 45′ 35″ nord, 4° 09′ 35″ est | 40349               | Téléverser                        |
| (nl) Semi-gesloten hoeve                                       |                       |                                  | Pepingen          | Kestersesteenweg 26      | 50° 45′ 47″ nord, 4° 08′ 27″ est | 40352               | Téléverser                        |
| (nl) Gesloten hoeve                                            |                       |                                  | Pepingen          | Termeren 1               | 50° 44′ 57″ nord, 4° 11′ 05″ est | 40353               | Téléverser                        |
| (nl) Hoeve Den Hert                                            |                       |                                  | Pepingen          | Kestergat 22             | 50° 46′ 23″ nord, 4° 09′ 14″ est | 40355               | Téléverser                        |
| (nl) Hof te Mol, gesloten hoeve                                |                       |                                  | Pepingen          | Lossestraat 3            | 50° 46′ 05″ nord, 4° 09′ 21″ est | 40356               | Téléverser                        |
| (nl) Boerenhuis van hoeve                                      |                       |                                  | Pepingen          | Lossestraat 9            | 50° 46′ 35″ nord, 4° 09′ 07″ est | 40357               | Téléverser                        |
| (nl) Parochiekerk Onze-Lieve-Vrouw                             | Oui                   |                                  | Beert             | Nederbeertstraat         | 50° 44′ 20″ nord, 4° 10′ 46″ est | 40358               | Téléverser                        |
| (nl) Boerenburgerhuis                                          |                       |                                  | Beert             | Johan Demaegtstraat 9    | 50° 44′ 18″ nord, 4° 10′ 46″ est | 40361               | Téléverser                        |
| (nl) Boerenburgerhuis                                          |                       |                                  | Beert             | Johan Demaegtstraat 8    | 50° 44′ 17″ nord, 4° 10′ 48″ est | 40362               | Téléverser                        |
| (nl) Schaliënhof of Grimmingenhof, gesloten hoeve              |                       |                                  | Beert             | Eikstraat 1              | 50° 43′ 59″ nord, 4° 11′ 11″ est | 40363               | Téléverser                        |
| (nl) Semi-gesloten hoeve                                       |                       |                                  | Beert             | Eikstraat 30             | 50° 44′ 26″ nord, 4° 10′ 54″ est | 40365               | Téléverser                        |
| (nl) Hof ten Puttenberg                                        |                       |                                  | Beert             | Eikstraat 56             | 50° 44′ 50″ nord, 4° 10′ 48″ est | 40366               | Téléverser                        |
| (nl) Gesloten hoeve                                            |                       |                                  | Beert             | Nederbeertstraat 14      | 50° 44′ 13″ nord, 4° 10′ 21″ est | 40367               | Téléverser                        |
| (nl) Parochiekerk Onze-Lieve-Vrouw                             | Oui                   |                                  | Bellingen         | Cantempréstraat          | 50° 44′ 47″ nord, 4° 09′ 17″ est | 40368               | Téléverser                        |
| (nl) Pastorie                                                  | Oui                   |                                  | Bellingen         | Cantempréstraat 1        | 50° 44′ 48″ nord, 4° 09′ 21″ est | 40369               | Téléverser                        |
| (nl) Ruime vierkanthoeve                                       | Oui                   |                                  | Bellingen         | Cantempréstraat 3        | 50° 44′ 48″ nord, 4° 09′ 14″ est | 40370               | Téléverser                        |
| (nl) Parochiekerk Sint-Theodardus                              | Oui                   |                                  | Bogaarden         | Ring                     | 50° 44′ 23″ nord, 4° 08′ 06″ est | 40371               | (nl) Parochiekerk Sint-Theodardus |
| (nl) Sint-Annakapel                                            |                       |                                  | Bogaarden         | Bautebrugstraat          | 50° 43′ 40″ nord, 4° 07′ 32″ est | 40372               | Téléverser                        |
| (nl) Gesloten hoeve                                            |                       |                                  | Bogaarden         | Bautebrugstraat 11       | 50° 43′ 07″ nord, 4° 06′ 57″ est | 40373               | Téléverser                        |
| (nl) Gemeentehuis                                              | Oui                   |                                  | Bogaarden         | Ring 11                  | 50° 44′ 24″ nord, 4° 08′ 07″ est | 40375               | Téléverser                        |
| (nl) Hof ten Bos, vierkanthoeve                                |                       |                                  | Bogaarden         | Hof-ten-Bos 1            | 50° 43′ 23″ nord, 4° 07′ 58″ est | 40376               | Téléverser                        |
| (nl) Smidse                                                    | Oui                   |                                  | Bogaarden         | Huttestraat 1            | 50° 44′ 26″ nord, 4° 08′ 08″ est | 40377               | Téléverser                        |
| (nl) Hoeve, 't Hof te Naiens                                   |                       |                                  | Bogaarden         | Groenstraat 8            | 50° 44′ 05″ nord, 4° 07′ 37″ est | 40379               | Téléverser                        |
| (nl) Bosveldhoeve                                              |                       |                                  | Bogaarden         | Heikruisesteenweg 14     | 50° 43′ 40″ nord, 4° 07′ 41″ est | 40380               | Téléverser                        |
| (nl) Hof ter Kammen, gesloten hoeve                            | Oui                   |                                  | Bogaarden         | Terkammenstraat 31       | 50° 44′ 35″ nord, 4° 08′ 47″ est | 40381               | Téléverser                        |
| (nl) Parochiekerk Sint-Amandus                                 | Oui                   |                                  | Elingen           | Zwarte Molenstraat       | 50° 46′ 47″ nord, 4° 10′ 16″ est | 40382               | (nl) Parochiekerk Sint-Amandus    |
| (nl) Gesloten hoevetje                                         |                       |                                  | Elingen           | Borrestraat 3            | 50° 46′ 48″ nord, 4° 10′ 09″ est | 40383               | Téléverser                        |
| (nl) Gesloten hoevetje                                         |                       |                                  | Elingen           | Lenniksesteenweg 47      | 50° 46′ 40″ nord, 4° 10′ 03″ est | 40384               | Téléverser                        |
| (nl) Gesloten hoeve                                            |                       |                                  | Elingen           | Zwarte Molenstraat 22    | 50° 46′ 44″ nord, 4° 10′ 16″ est | 40385               | Téléverser                        |
| (nl) Gesloten hoeve                                            |                       |                                  | Elingen           | Zwarte Molenstraat 23    | 50° 46′ 46″ nord, 4° 10′ 14″ est | 40386               | Téléverser                        |
| (nl) Boerenburgerhuis                                          |                       |                                  | Elingen           | Hallebaan 2              | 50° 46′ 45″ nord, 4° 10′ 20″ est | 40387               | Téléverser                        |
| (nl) Boerenburgerhuis                                          |                       |                                  | Elingen           | Hallebaan 6              | 50° 46′ 44″ nord, 4° 10′ 22″ est | 40388               | Téléverser                        |
| (nl) Gesloten hoevetje                                         |                       |                                  | Elingen           | Hoekstraat 3             | 50° 46′ 37″ nord, 4° 09′ 57″ est | 40389               | Téléverser                        |
| (nl) Gesloten hoeve                                            |                       |                                  | Elingen           | Zwarte Molenstraat 66    | 50° 47′ 09″ nord, 4° 10′ 56″ est | 40390               | Téléverser                        |
| (nl) Zwarte Molen, windmolen                                   |                       |                                  | Elingen           | Zwarte Molenstraat z.nr. | 50° 47′ 08″ nord, 4° 10′ 56″ est | 40391               | Téléverser                        |
| (nl) Parochiekerk Onze-Lieve-Vrouw van Altijd durende Bijstand |                       |                                  | Heikruis          | Plaats                   | 50° 44′ 06″ nord, 4° 06′ 42″ est | 40392               | Téléverser                        |
| (nl) Gemeentehuis                                              |                       |                                  | Heikruis          | Molenhofstraat 34        | 50° 44′ 03″ nord, 4° 06′ 48″ est | 40393               | Téléverser                        |
| (nl) Pastorie, dubbelhuis                                      |                       |                                  | Heikruis          | Molenhofstraat 38        | 50° 44′ 06″ nord, 4° 06′ 46″ est | 40394               | Téléverser                        |
| (nl) Hof ter Plutsingen, gesloten hoeve                        |                       |                                  | Heikruis          | Brusselbaan 1            | 50° 44′ 41″ nord, 4° 07′ 05″ est | 40395               | Téléverser                        |
| (nl) Hof ter Meulen, ook Hof Tasseniers                        |                       |                                  | Heikruis          | Molenhofstraat 4         | 50° 43′ 52″ nord, 4° 07′ 11″ est | 40396               | Téléverser                        |
| (nl) Gesloten hoeve                                            |                       |                                  | Heikruis          | Molenhofstraat 50        | 50° 44′ 12″ nord, 4° 06′ 45″ est | 40397               | Téléverser                        |
| (nl) Hof van Sergeantens, gesloten hoeve                       |                       |                                  | Heikruis          | Ziekenhuisstraat 4       | 50° 44′ 28″ nord, 4° 07′ 32″ est | 40398               | Téléverser                        |
| (nl) Kasteel ter Rijst                                         | Oui                   |                                  | Heikruis          | Terrest 2                | 50° 43′ 29″ nord, 4° 05′ 14″ est | 40399               | Téléverser                        |
| (nl) Kapel Onze-Lieve-Vrouw                                    | Oui                   |                                  | Heikruis          | Terlindenstraat          | 50° 43′ 46″ nord, 4° 05′ 50″ est | 40400               | Téléverser                        |
| (nl) Kasteel Puttenberg                                        |                       |                                  | Pepingen          | Puttenberg 1             | 50° 44′ 53″ nord, 4° 10′ 39″ est | 76338               | Téléverser                        |